# Izotropowość
Izotropowość, izotropia (gr. isos 'równy, jednakowy'; trópos 'zwrot, obrót') – niezależność od kierunku, przeciwieństwo anizotropii.

## W matematyce oraz fizyce
Przestrzeń fizyczna jest przestrzenią jednorodną i izotropową. Jednorodność przestrzeni jest równoważna założeniu, że prawa fizyczne nie zależą od miejsca wystąpienia zjawiska. Izotropowość oznacza, że wszystkie kierunki w przestrzeni są równoważne. Z tych dwóch własności wynika równoważność wszystkich przestrzennych układów współrzędnych użytych do opisu badanego zjawiska. Niezmienniczość praw fizycznych przy zmianie przestrzennych układów współrzędnych można wyrazić stosując rachunek tensorowy. Tensor T jest izotropowy wtedy i tylko wtedy gdy jego reprezentacje we wszystkich polibazach, powstałych w wyniku iloczynów tensorowych baz ortonormalnych, są takie same.

## W krystalografii i inżynierii materiałowej
Izotropowość materiału jest to brak różnic we właściwościach fizycznych tego materiału, takich jak: rozszerzalność termiczna, przewodzenie ciepła, przewodnictwo elektryczne czy współczynnik załamania światła, niezależnie od tego w jakim kierunku są one mierzone. 
Izotropowość jest cechą ciał amorficznych oraz kryształów układu regularnego.

## W kosmologii
Zasada izotropowości przestrzeni mówi, że dla obserwatora fundamentalnego, znajdującego się w aktualnym położeniu Ziemi, materia na niebie jest rozłożona izotropowo, co oznacza, że w każdym kierunku obserwator widzi tę samą ilość materii, co w pojęciu kosmologii oznacza, że galaktyki równomiernie pokrywają niebo. Zasada ta jest bezpośrednią konsekwencją prowadzonych obserwacji, a w szczególności pięciu ich najważniejszych typów, mówiących o:
- kątowym rozkładzie galaktyk na niebie
- kątowym rozkładzie galaktyk w podczerwieni
- kątowym rozkładzie radioźródeł
- promieniowaniu rentgenowskim
- promieniowaniu reliktowym